# Ondřej Vendolský
Ondřej Vendolský (12 de juliol de 1991) és un ciclista txec. Combina la pista amb la carretera.

## Palmarès en pista
- 2012
  -  Campió de Txèquia en Persecució per equips
- 2013
  -  Campió de Txèquia en Persecució per equips
  -  Campió de Txèquia en Velocitat per equips
  -  Campió de Txèquia en Madison (amb František Sisr)
- 2015
  -  Campió de Txèquia en Persecució per equips